# Porredon
Porredon és una masia situada al municipi de Lladurs, a la comarca catalana del Solsonès.
Es troba al vessant est del Serrat de Porredon.